# Ärja ödekyrka

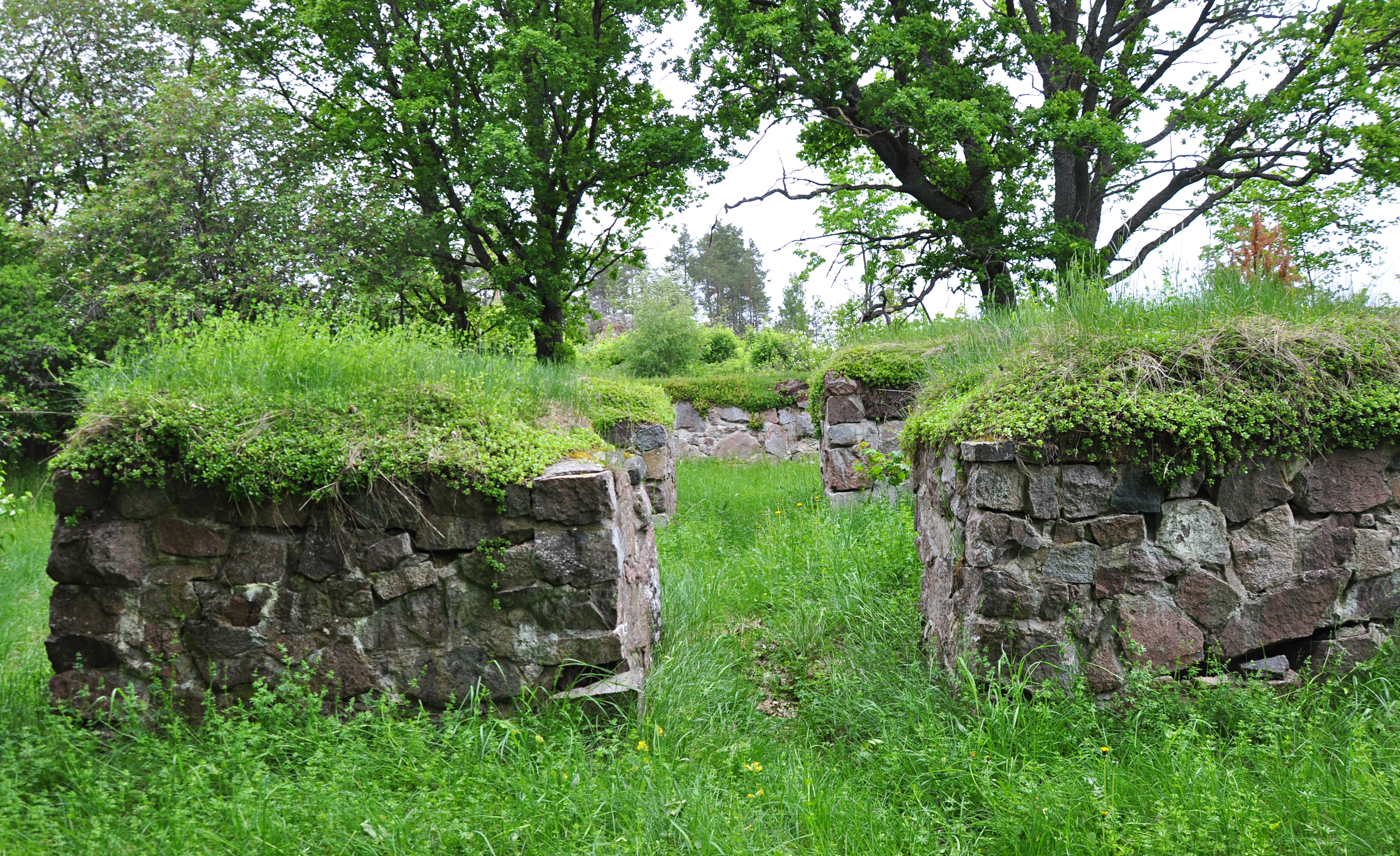
Vapenhuset i kyrkoruinen.

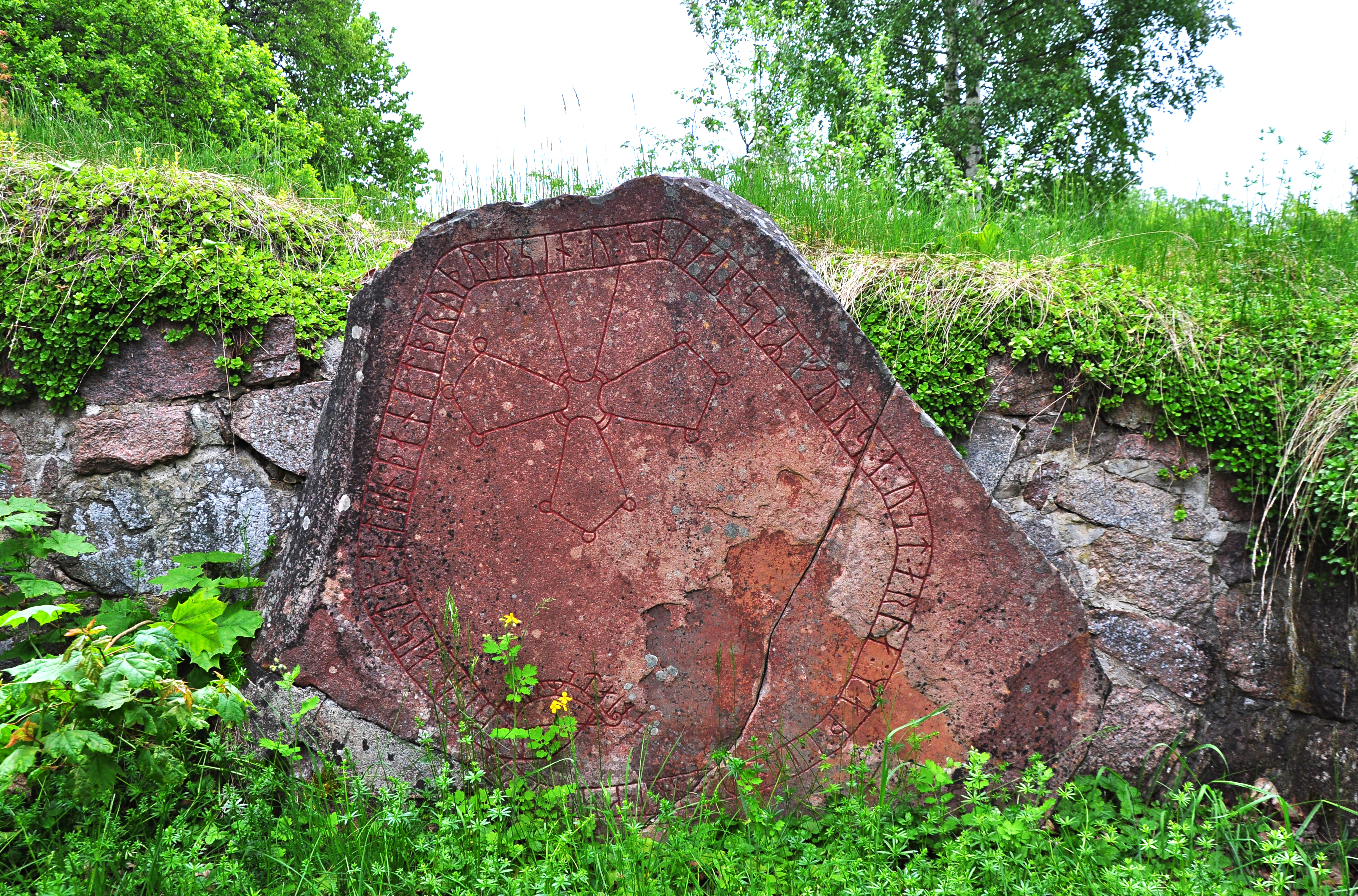
Runsten Sö 335 i före detta vapenhuset i Ärja ödekyrka.

Ärja ödekyrka är en medeltida kyrkoruin belägen överst på en höjd ovanför Ärja by och strax öster om Åkers kyrka i Åkers socken väster om Mariefred i Södermanland. Ärja kyrka var från början sockenkyrka i Ärja socken.

## Historia
Kyrkan uppfördes på 1100-talet eller tidigare innan den förföll, övergavs och slutligen revs. År 1845 uppges församlingen vara införlivad i Åkers socken. Ärja gamla kyrka hade dock långt innan dess fått skatta åt förgängelsen, eftersom Peringskiöld som hade vägen förbi 1684, uppgav följande i sin sörmländska rapport: 
"I Åkers socken haver fordom varit en annan liten och mycket gammal kyrka, Ärja nämnder, på en tämligen hög backe ovanför landsvägen, en halv mil från Gripsholm belägen, och i första kristendomen av grov gråsten uppmurad, men omsider av ålder förfallen, och nu yttermera för 100 åhr sedan aldeles ödelagd och förstörder, så att man allenast nedersta muren med sin grundval till efterdöme behållen är, sedan dess församlingsledamöter begynt hålla gudstjänst ihop med åkerboerna i Åkers kyrka, där biskoparna i Strängnäs äro deras herdar". Vidare fortsätter han att berätta om kyrkans två runstenar och sin egen personliga tolkning av deras respektive runtexter.

## Byggnaden
Av kyrkoruinens murar kan man fastställa att den bestod av ett långhus med ett lägre kor på dess östra gavelsida, därtill fanns också ett vapenhus utmed södra långväggen. Den murade, ålderdomliga stenkyrkan hade sannolikt branta, spånklädda sadeltak och för ljusinsläppet små, romanska fönstergluggar.

## Runstenar
Vid utgrävningar av ruinen år 1919 hittades en runsten Sö 335 i vapenhusets ingång där den fungerat som tröskel. Ytterligare en runsten Sö 333 hade på 1800-talet plockats bort ur kyrkans grund för att bli byggsten hos en bonde i trakten, en uppgift som dock kan ifrågasättas eftersom stenen enligt ett kopparstick från 1700-talet står på en äng. Båda runstenarna har nu återbördats och är placerade i anslutning till ruinen. Därtill påträffades kring 1885 ett runstensfragment i ett potatisland nära ruinen, en skärva som troligen ingått i en gravkonstruktion på forna kyrkogården. Fragmentet förvaras nu i Mariefreds kyrka.